# Vollständigkeitsprüfung
Die Vollständigkeitsprüfung ist ein Verfahren der Qualitätssicherung. Dabei wird überprüft, ob alle für den ordnungsgemäßen Ablauf eines Prozesses benötigten Komponenten vorhanden sind. Als Hilfsmittel können je nach Anwendungsfall Checklisten oder auch Bildverarbeitungsverfahren eingesetzt werden.

## Montageprozesse
Die Vollständigkeitsprüfung in der Montage und Fertigung ist in erster Linie eine Anwesenheitskontrolle, es wird geprüft, ob alle Bestandteile eines Bauteils oder einer Baugruppe an der richtigen Stelle vorhanden sind. Neben der Anwesenheitskontrolle von beispielsweise Verschraubungen oder Schweißnähten. Die negative Vollständigkeitsprüfung bezeichnet die Erkennung nicht erwünschter Montageergebnisse wie Verschmutzungen oder Risse.
In der Automatisierungstechnik wird die Vollständigkeitsprüfung unter Nutzung von Farbsensoren, Industriekameras, Lichtschranken und intelligente Kameras eingesetzt. Das zu produzierende Produkt wird dabei auf vollständige und ordnungsgemäße Montage überprüft. 
So wird beispielsweise eine Vollständigkeitsprüfung bei Kindersicherungen für Steckdosen durchgeführt, dabei wird die Anwesenheit des eigentlichen Sicherungselementes, eine Feder und die korrekte Lage dieser Feder mit einer intelligenten Kamera geprüft.
Vor wenigen Jahren wurde diese Aufgabe durch Werker erledigt. Er kontrollierte die Produkte visuell. Heute wird die Vollständigkeitsprüfung weitestgehend durch moderne Bildverarbeitung durchgeführt. Diese erhöht die Zuverlässigkeit der Anlage und die Kosten für die Prüfungen können größtenteils stark reduziert werden.
Für sicherheitsrelevante Bauteile ist es besonders wichtig, dass immer nach den gleichen Kriterien geprüft wird, was bei kritischen Prüfungen durch einen Werker häufig nicht gewährleistet werden kann.
Die Bildverarbeitung verwendet hierzu verschiedene Algorithmen, die es erlauben, Objekte wie Schrauben, Aufdrucke oder elektrische Bauteile oder Module sicher und automatisch zu erkennen. Mit einer guten Objekterkennung ist es möglich, eine Vollständigkeitsprüfung durchzuführen.

### Exemplarische Anwendungsgebiete
- Kontrolle von Schweißnähten
- Montagekontrolle von Verschraubungen oder Nietverbindungen
- Fehlererkennung während oder nach der Produktion
- Prüfung von Zuschnitten in der Textilveredelung

## Verwaltungsprozesse
In der Verwaltung bezeichnet die Vollständigkeitsprüfung das Vorhandensein aller für einen Bescheid notwendigen Unterlagen und Dokumenten.
Viele Verzögerungen in Verwaltungsprozessen werden durch unvollständige oder nicht vorhandene Unterlagen verursacht, die Prüfung auf Vollständigkeit ermöglicht es, zeitnah fehlende Informationen zu bemerken und neu einzufordern.

### Exemplarische Anwendungsgebiete
- im Bewilligungsverfahren für Bauanträge und ähnliche Verwaltungsakte
- Prüflisten bei altlastverdächtigen Flächen
- im Genehmigungsverfahren zur Zulassung von Bioziden